# Бялогури
Бялогури (пол. Białogóry) — село в Польщі, у гміні Гіби Сейненського повіту Підляського воєводства.
Населення — 118 осіб (2011).
У 1975-1998 роках село належало до Сувальського воєводства.

## Демографія
Демографічна структура станом на 31 березня 2011 року:
|          | Загалом | Допрацездатний вік | Працездатний вік | Постпрацездатний вік |
| -------- | ------- | ------------------ | ---------------- | -------------------- |
| Чоловіки | 57      | 14                 | 36               | 7                    |
| Жінки    | 61      | 17                 | 30               | 14                   |
| Разом    | 118     | 31                 | 66               | 21                   |